# مضادات المخاض
مضادات المخاض (بالإنجليزية: Tocolytics) (وتسمى أيضا الأدوية المضادة للانقباضات (بالإنجليزية: anti-contraction medications) أو مثبطات المخاض (بالإنجليزية: labor suppressants)) هي أدوية تستخدم لقمع المخاض المبكّر. كما توفر مضادات المخاض أيضًا الوقت اللازم لتعاطي عقار البيتاميثازون، وهو هرمون قشري سكري يسرع بشكل كبير من نضج رئة الجنين، ولكنه يستغرق من يوم إلى يومين.
غالبًا ما يكون كبح التقلصات جزئيًا، ويمكن الاعتماد على مثبطات المخاض لتأخير الولادة فقط لعدة أيام. واعتمادًا على نوع مثبطات المخاض المستخدمة، فإن أي من الأم أو الجنين قد يتطلب مراقبة (على سبيل المثال مراقبة ضغط الدم عند استخدام نيفيديبين لأنه يقلل من ضغط الدم، ومراقبة قلب الجنين لتقييم سلامة الجنين). وعلى أي حال فإن خطر المخاض المبكر يبرر من عملية الحجز بالمستشفى. لقد افترض أن استخدام مضاد مستقبلات بروستاغلاندين F 2? (بالإنجليزية: PGF2?) قد يكون أفضل طريقة علاجية لمضادات المخاض الجديدة.

## الأنواع
لا يوجد مضاد مخاض معين يُمثل الاختيار الأول. حيث يتم استخدام أنواع مختلفة بمعدلات نجاح وآثار جانبية متفاوتة. كما أن بعض الأدوية غير معتمدة بشكل خاص من قبل إدارة الغذاء والدواء الأمريكية لاستخدامها في وقف تقلصات الرحم في المخاض المبكر، لكنها تستخدم استخدام بدون تصريح.
| العقار             | آلية العمل                         | الوصف | محظورات استخدام محتملة | آثار جانبية على الأم | آثار جانبية على المولود |
| ------------------ | ---------------------------------- | --- | --- | --- | --- |
| تيربوتالين         | ناهض مستقبلات بيتا 2               | غالباً ما يتم إعطاء الدواء خاصةً إذا كان هناك خطر منخفض للولادة المبكرة                                                          | عدم انتظام ضربات القلب [بحاجة لمصدر]، مرض السكري | عدم انتظام ضربات القلب القلبي أو الرئوي، وذمة رئوية، نقص تروية عضلة القلب، ارتفاع ضغط الدم، عدم انتظام دقات القلب، الموت [بحاجة لمصدر] | تسرع قلب الجنين، فرط الأنسولين، نقص السكر في الدم، تضخم عضلة القلب وتضخم الحاجز، نقص تروية عضلة القلب [بحاجة لمصدر]                                           |
| ريتودرين           | ناهض مستقبلات بيتا 2               | لم تعد إدارة الغذاء والدواء توافق عليه                                                                                         | أمراض الغدة الدرقية صعبة التحكم، مرض السكري [بحاجة لمصدر] | ارتفاع السكر في الدم، فرط الأنسولين في الدم، نقص بوتاسيوم الدم، مضاد لإدرار البول، تغير وظيفة الغدة الدرقية، رعشة فسيولوجية، خفقان، عصبية، غثيان أو قيء، حمى، هلوسة [بحاجة لمصدر]                                                                  | تسرع قلب الجنين، نقص السكر في الدم، نقص كالسيوم الدم، فرط البيليروبين في الدم، انخفاض ضغط الدم، نزف داخل البطين [بحاجة لمصدر]                                 |
| فينوتيرول          | ناهض مستقبلات بيتا 2               | | مرض السكري | | |
| سالبوتامول         | ناهض مستقبلات بيتا 2               | | مرض السكري | | |
| هيكسوبرينالين      | ناهض مستقبلات بيتا 2               | غير مصرح من قبل هيئة الدواء والغذاء الأمريكية                                                                                  | فرط نشاط الغدة الدرقية، أمراض القلب والأوعية الدموية، الجلوكوما، انفصال المشيمة، نزيف المهبل، الأمراض الالتهابية للأعضاء التناسلية الداخلية                    | الدوار، القلق، الرعاش، فرط التعرق، عدم انتظام دقات القلب، انخفاض ضغط الدم، ارتفاع السكر في الدم | نقص السكر في الدم، تشنج القصبة الهوائية، صدمة الحساسية |
| نيفيديبين          | حاصرات قنوات الكالسيوم             | أحد أكثر الأنواع استخداما | أمراض القلب. لا ينبغي أن يستخدم بشكل متزامن مع كبريتات المغنيسيوم [بحاجة لمصدر]                                                                                | احمرار، صداع، دوخة، غثيان، انخفاض عابر لضغط الدم. ينبغي استخدام العقار بحذر في الذين يعانون من أمرض الكلى وانخفاض ضغط الدم. الاستخدام المتزامن لحاصرات قنوات الكالسيوم وكبريتات المغنيسيوم قد يؤدي إلى انهيار القلب والأوعية الدموية [بحاجة لمصدر] | لا شيء لوحظ حتى الآن [بحاجة لمصدر] |
| أتوسيبان           | مضادات مستقبلات الأوكسيتوسين       | أعؤاض جانبية أقل من ناهض مستقبلات بيتا 2                                                                                       | | | |
| إندوميثاسين        | دواء لاستيرويدي مضاد للالتهاب      | | حمل متأخر (قناة شريانية)، اختلال كلوي أو كبدي [بحاجة لمصدر] | الغثيان والحرقة [بحاجة لمصدر] | انقباض القناة الشريانية، ارتفاع ضغط الدم الرئوي، نقصان في وظائف الكلى، نزف داخل البطين، فرط البيليروبين في الدم، التهاب الأمعاء والقولون الناخر [بحاجة لمصدر] |
| سولينداك           | دواء لاستيرويدي مضاد للالتهاب      | | اضطرابات التخثر أو نقص الصفيحات، الربو نتيجة الحساسية تجاه الأدوية اللاستيرويدية مضادات الالتهاب، حساسيات أخرى لمضادات الالتهاب غير الستيروئيدية [بحاجة لمصدر] | | |
| كبريتات المغنيسيوم | مثبطات السلسلة الفاتحة في الميوسين | تبين أنها غير فعالة لتأخير الولادة أو وقف الولادة المبكرة. فشلت التحليلات التلوية في دعمها كمثبط للمخاض                        | موانع اتخدام مطلقة: الوهن العضلي الوبيل[بحاجة لمصدر]. حيث قد يتسبب استخدام كبيرتات الماغنسيوم كمثبط للمخاض في وفاة الجنين أو الرضيع                            | الإحمرار، الخمول، الصداع، ضعف العضلات، شفع، جفاف الفم، الوذمة الرئوية، السكتة القلبية [بحاجة لمصدر] | الخمول، نقص التوتر العضلي، التثبيط التنفسي، إزالة المعادن مع الاستخدام لفترات طويلة [بحاجة لمصدر]                                                             |
| الإيثانول          | مستقبلات جابا                      | تبين أنه غير فعال. كان يستخدم في كثير من الأحيان كمثبط للمخاض في منتصف القرن العشرين، ولكن الدراسات اللاحقة وجدت أنه غير فعال. | | | |

يمكن لحاصرات قنوات الكالسيوم ومضاد الأوكسيتوسين تأجيل المخاض لمدة 2-7 أيام. وبخلاف ذلك فنادراً ما تنجح مضادات المخاض بعد 24-48 ساعة لأن الدواء الحالي لا يغير من أساسيات تفعيل المخاض. ومع ذلك يكفي الحصول على 48 ساعة فقط للسماح بنقل الحوامل إلى مركز متخصص في إدارة الولادات قبل الأوان وإعطاء الكورتيكوستيرويدات لتقليل إمكانية عدم نضج أعضاء الجنين.

## موانع استخدام مضادات المخاض
بالإضافة إلى موانع الاستعمال الخاصة بنوع العقار، هناك العديد من العوامل العامة التي قد تمنع من استخدام أدوية مضادات المخاض.
- عمر الجنين أكبر من 34 أسبوعًا.
- وزن الجنين أقل من 2500 جرام أو لديه تقييد نمو داخل الرحم أو قصور المشيمة [بحاجة لمصدر]
- التشوهات الخلقية أو الصغية المميتة [بحاجة لمصدر]
- تمدد عنق الرحم أكبر من 4 سم
- وجود التهاب الغشاء الشحمي أو العدوى داخل الرحم [بحاجة لمصدر]
- إصابة الأم من ارتفاع ضغط الدم الناجم عن الحمل، تسمم الحمل [بحاجة لمصدر] نزيف مهبلي نشط، انفصال المشيمة، أمراض قلبية أو حالة أخرى تشير إلى وجوب إنهاء الحمل.
- أي سبب آخر لضائقة جنينية أو موت الجنين.